# آرچی پنجابی
آرچانا "آرچی" پنجابی (به انگلیسی: Archana "Archie" Panjabi) بازیگر بریتانیایی است

## زندگی‌نامه
این بازیگر متولد شهر لندن است. پدر و مادرش گوویند و پادما نام دارند که هر دو مهاجرانی با اصالت هندی هستند.
وی در ۲۶ سالگی با راجش نیهالانی که یک خیاط است ازدواج نمود.
پنجابی با بازی در مجموعهٔ تلویزیونی همسر خوب شناخته شد. بازی او در این سریال باعث شد که او در سال ۲۰۱۰ برندهٔ جایزهٔ امی و نامزد دو جایزهٔ دیگر شود.
پنجابی همچنین در سریال‌های تلویزیونی و هم در سینما نقش آفرینی می‌کند. اولین بازی وی در هالیوود، بازی در نقش یک دیپلمات در فیلم باغبان وفادار بوده‌است. وی در سال ۲۰۱۰ در فیلم کافر با امید جلیلی کمدین ایرانی الاصل بریتانیایی همبازی شد.

## بخشی از فیلمشناسی

### سینمایی
- شرق شرق است (۱۹۹۹)
- مثل بکام کات‌دار بزن (۲۰۰۲)
- کد ۴۶ (۲۰۰۳)
- باغبان وفادار (۲۰۰۵)
- یک سال خوب (۲۰۰۶)
- قلب قدرتمند (۲۰۰۷)
- خائن (فیلم ۲۰۰۸) (۲۰۰۸)
- کافر (۲۰۱۰)
- سرچشمه‌های من (۲۰۱۴)
- سن آندریاس (۲۰۱۵)

### تلویزیونی
- خط باریک آبی (۱۹۹۶)
- در آغاز (۲۰۰۰)
- شهر هالبی (۲۰۰۲)
- پت پست‌چی (۲۰۰۴–۲۰۰۶)
- شاهد خاموش (۲۰۰۷)
- همسر خوب (۲۰۰۹–۲۰۱۵)
- سقوط (۲۰۱۳–تاکنون)
- بروکلین نه-نه (۲۰۱۵)

نقطه کور(۲۰۱۵)